# Redon
Redon je naselje in občina v severozahodni francoski regiji Bretanji, podprefektura departmaja Ille-et-Vilaine. Leta 2009 je naselje imelo 9.493 prebivalcev.

## Geografija
Kraj leži v pokrajini Bretaniji ob reki Vilaine in njenem desnem pritoku Oust, 64 km jugozahodno od Rennesa. Skozenj poteka tudi vodni kanal Nantes-Brest.

## Uprava
Redon je sedež istoimenskega kantona, v katerega so poleg njegove vključene še občine Bains-sur-Oust, La Chapelle-de-Brain, Langon, Renac in Sainte-Marie z 18.252 prebivalci. 
Naselje je prav tako sedež okrožja, v katerem se nahajajo kantoni Bain-de-Bretagne, Grand-Fougeray, Guichen, Maure-de-Bretagne, Pipriac, Redon in Sel-de-Bretagne s 100.124 prebivalci.

## Zgodovina
Ime kraja izvira iz srednjeveške župnije Riedones. Leta 832 je bila v njej ustanovljena opatija Saint-Sauveur de Redon. Sam kraj se je razvijal okoli opatije.

## Zanimivosti
- benediktinska opatija presvetega Odrešenika, ustanovljena leta 832,
- festival kostanja.

## Pobratena mesta
- Andover, Hampshire (Anglija, Združeno kraljestvo),
- Goch (Severno Porenje - Vestfalija, Nemčija).